# Wang Cheng-Pang
Wang Cheng-Pang (n. 12 ianuarie 1987, Hualien⁠(d), Taiwan) este un arcaș ce a reprezentat Taipeiul Chinez, medaliat olimpic. A participat la 3 ediții ale Jocurilor Olimpice (2004, 2008, 2012) în care a câștigat o medalie de argint.